# Pałac Oskara Kona
Pałac Oskara Kona – willa w Łodzi wybudowana w 1903 dla przedsiębiorcy budowlanego Jana Stecka. Jej projekt sporządził Franciszek Chełmiński. Według pierwotnego założenia willa nawiązywała stylem do renesansu. Późniejszy jej użytkownik, właściciel Widzewskiej Manufaktury – Oskar Kon, zmienił jej formę.
Po przebudowie budynek posiada klasycystyczną bryłę, bez zbędnych dekoracji na fasadzie.
Nad głównym wejściem jest portyk ze schodami. Z dawnego wystroju wnętrz prawie nic się nie zachowało. Teren pałacu ogrodzony jest wysokim parkanem, obok bramy znajduje się stróżówka.
Budynek zdobył sławę dzięki jego późniejszemu właścicielowi: w 1948 stał się siedzibą Państwowej Wyższej Szkoły Filmowej, a od 1958 (po połączeniu z Państwową Wyższą Szkołą Aktorską) siedzibą Państwowej Wyższej Szkole Filmowej, Telewizyjnej i Teatralnej im. Leona Schillera, popularnie nazywanej Filmówką.